# 体上有限生成環の理論
体上有限生成環 (たいじょうゆうげんせいせいかん; finitely generated ring over a field）とは、ある（可環な）体 k 上有限個の元で生成される可換環の事を言う。k 上の多項式環 k[x1 , ... , xn] の剰余環として得られる環といっても同じである。体上有限生成環は、可換環論的見地からはネーター環の重要な例でありヴォルフガング・クルルらによるネーター環のイデアル論のひな形であった。また体上有限生成環の理論は代数幾何学におけるアフィン代数多様体の理論、すなわち、代数多様体の局所理論と本質的に等価である点からも重要である。本項では、ネーターの正規化補題 (Noether normalization lemma)、有限生成整域の次元論、ヒルベルトの零点定理 (Hilbert's Nullstellensatz) について説明する。

## ネーターの正規化補題
可換環 R を部分環として含む（可換）環 A の元 a1 , ... , am が R 上代数的独立であるとは、変数 xi に ai を代入する操作で得られる準同型 R[x1 , ... , xm] → A が単射であることを言う。

### 定理
A を体 k 上有限生成な環とするとき、k 上代数的独立な A の元 a1 , ... , am が存在して、A はその部分環 k[a1 , ... , am] 上整である。更に、I が A の高さが 1 のイデアルであれば、a1 ∈ I かつ I ∩ k[a1 , ... , am] = (a1) とできる。

### 証明の概略
A を k[x1 , ... , xn] の剰余環として表し、A における xi の像を yiとする。k[x1 , ... , xn] → A が単射であれば定理の主張は自明。したがって準同型の核 I が0でないと仮定し、n が減少する帰納法で証明する。zi (i=2, 3, ... , n) を、自然数 ri を使って
{\displaystyle z_{i}=y_{i}-y_{1}^{r_{i}}}
で定めると、I に属する多項式 f があって f(y1 , ... , yn)=0 なので、特に
{\displaystyle f(y_{1},z_{2}+y_{1}^{r_{2}},\ldots ,z_{n}+y_{1}^{r_{n}})=0}
を得る。ri を {\displaystyle 0\ll r_{2}\ll \ldots \ll r_{n}} ととれば、この関係式は
{\displaystyle \alpha \cdot y_{1}^{N}+}（y1, z2, ... , zn について N 次未満の項）= 0　( α ∈ k )
となるが、これは、y1 が A の部分環 k[z2 , ... , zn] 上整であることを示す。同じ議論を繰り返せば高々 n 回までの操作で定理の前半が示された。後半については、g ∈ I ∩ k[a1 , ... , am] を取り、前半と同様 {\displaystyle b_{i}=a_{i}-a_{1}^{s_{i}}}なる置き換えを上手く取ると、
{\displaystyle \beta \cdot a_{1}^{M}+} （a1, b2, ... , bm について M 次未満の項）- g = 0　( β ∈ k )
とできる。従って、k[a1 , ... , am] は部分多項式環 k[g , b2... , bm] 上整。よって、整拡大の推移性より、A は k[g , b2... , bm] 上整になる。(g) ⊂ I ∩ k[g , b2... , bm] は明らかであるが、(g) は k[g , b2... , bm] の高さが 1 以上の素イデアルである一方で、下降定理 (going-down theorem) （整拡大 参照）によって、I ∩ k[g , b2... , bm] の高さは 1 なので、高さの定義より (g) = I ∩ k[g , b2... , bm]とならなければならない。